# ホンドタヌキ

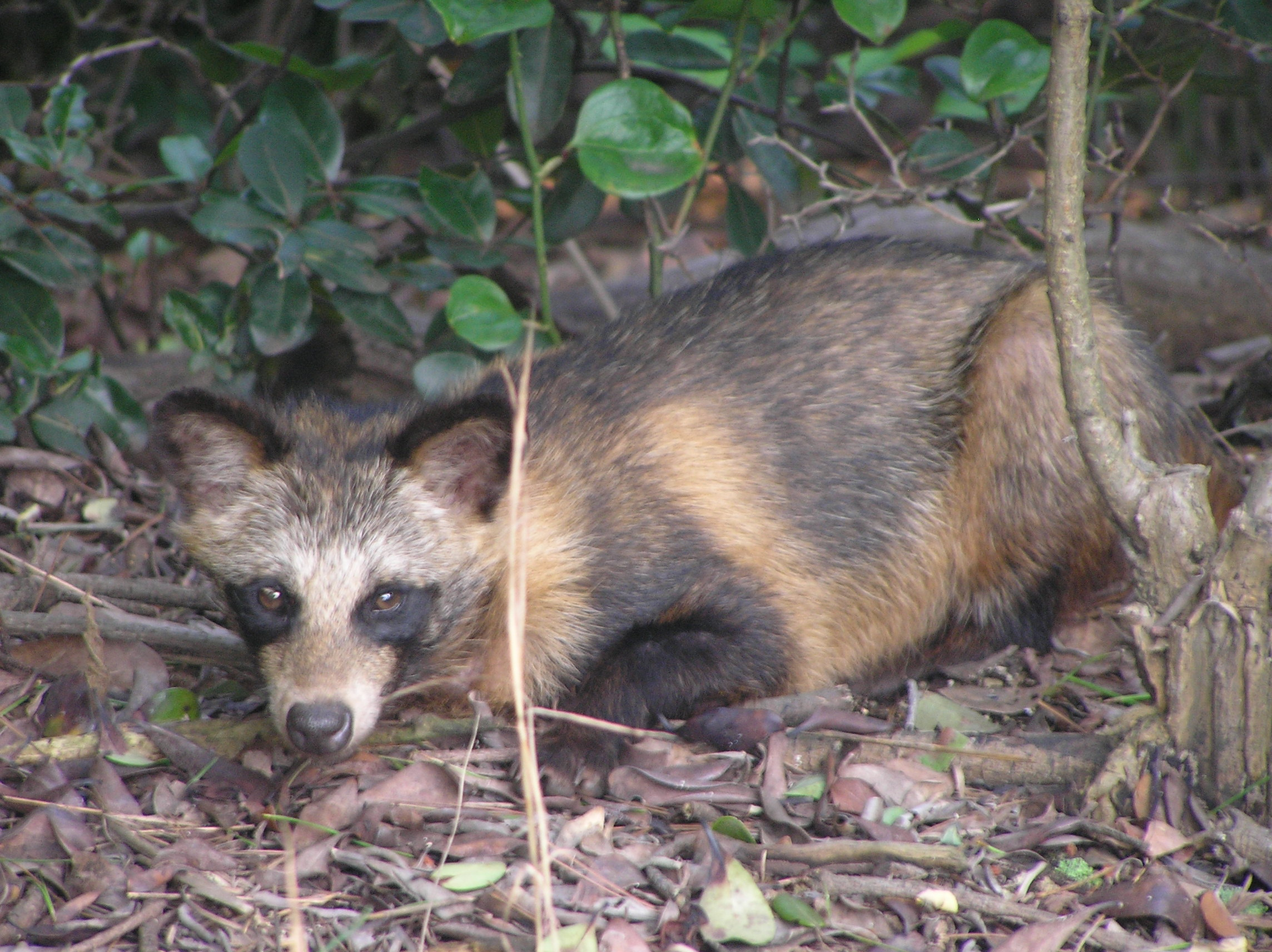
夏毛のホンドタヌキ

ホンドタヌキ（本土狸、学名: Nyctereutes viverrinus viverrinus）は、食肉目イヌ科タヌキ属に属するタヌキN. viverrinusの日本個体群のうち本州、四国、九州に棲息するものを指す。以前は大陸産のタヌキN. procyonoidesの亜種とされていたが、遺伝子解析の結果により日本個体群を独立種とする説が有力である。この説に従うと、エゾタヌキの学名はN. v. albusとなり本亜種（基亜種）とは同種とされるものの別の亜種となる。顔の目の周りの黒い模様から「八文字」と呼称されたり、地域によってはアナグマと区別されずに「むじな」と呼称されるなど、本種の呼称は様々である。

## 形態
体長は40 - 50cm。尾長約15cm。体重3 - 5kg。寿命は野生では約5 - 8年。動物園で平均10年で最大20年近く生きた記録がある。指は、前肢が5本、後肢が4本。前肢の親指は他の指から離れており、足首寄りにあるので地面には着かない。柴犬よりも小柄である。体型はキツネなどに比べると丸みがあるが、原始的なイヌ科の特徴の名残りだと考えられている。体毛は、夏と冬に換毛があり、冬毛の本種は太って見える。なお、体毛の模様は意外と個体差が大きい。昭和恐慌後に農林省主導で農家における養狸業が奨励された頃の指南書によるとタヌキ相、十字相、白色相、八文字相の四種に分類され、白色相、八文字相は稀なものとされている。

## 分布
棲息地域は日本の本州、四国、九州。平地から亜高山帯（標高2,000m超）まで、多様な環境で棲息している。佐渡島や壱岐島、屋久島などの島に棲息する本種は人為的に移入された個体であり、北海道の一部に棲息するエゾタヌキは地理的亜種である。

## 生態

### 棲息地
本種の棲息地は主に里山で、体型は里山の薮の中の行動に適している。身を隠せる広葉樹林の下草が密生した場所も好む。エゾタヌキは冬籠りをするが本種は冬籠りはせず、真冬でも活動する。また、山野のみならず、都市部にも少なからぬ個体が生息している。

### 行動
行動圏は地域・季節などによって非常に変異が大きい。本州北部や九州南部では秋季に49 - 59ヘクタールとする報告例もあるが、複数の個体の行動域が重複しており、特に縄張りというものはもっていないようである。泳ぎはうまく、宮城県石巻市では本土から金華山までの約700メートルを泳いだと考えられる例がある。高さ150センチメートルの金網フェンスのよじ登りに成功した報告例がある。
活動時間帯は主に夜間である（夜行性。→写真）。歩行は、キツネが足跡をほぼ一直線に残すのに対して、本種は惰行した足跡を残す。これはキツネの肩幅が狭く、本種の肩幅が広いことに起因する。木に登ることもできる。

### 食性
食性は雑食性である。農作物や生ごみなどの人為的なものから銀杏、果実、ネズミ、鳥、カエル、ヘビ、昆虫、サワガニ、ザリガニ、ミミズなど何でも食べる。

### ため糞
本種はため糞をする。数頭で一緒に糞をする場所を持っており、そこに糞をためる。これをため糞という（→写真1、写真2）。ため糞の規模は季節により異なり、大きなものは直径約1m、高さ約10cmにもなるが、夏期は糞を食べる昆虫の活動が活発になるのでそれほど大きくはならない。糞場のことを「ごーや」や「つか」と呼ぶ地方がある。

### 狸寝入り
本種は擬死（狸寝入り）をする。死んだふり、寝たふりをするという意味の「狸寝入り」とよばれる言葉は、猟師が猟銃を撃った時、その銃声が刺激となってタヌキは「擬死」の状態に入り、猟師が獲物をしとめたと思って持ち去ろうと油断すると、その間に擬死が解けて逃げ去っていってしまうという性質による。また「タヌキ」という言葉は、この「狸寝入り」を「タマヌキ（魂の抜けた状態）」と呼んだのが語源であるという説がある。

### 1年の生活
春から夏にかけては子育ての時期である。3月中旬に巣穴の中で通常は3 - 5匹出産し、子タヌキの体長は約15cm、体重は約100gで体色は濃褐色。子育ては夫婦で行う（→子どもの写真）。調査結果によって差はあるが、基本的にメスよりオスのほうが多く生まれる。5月初頭になると幼獣は親タヌキ夫婦と一緒に巣穴の外に出て行動するようになり、食べ物も自分で見つけられるようになる。夏は親子で行動する。秋は子どもが親離れをする時期である。夏の終わり頃から親子の関係が弱くなり、また、子ども同士の関係も弱くなる。そして秋になると子どもたちは各自独立していく。この時期に例外的に子タヌキ同士で激しい闘いをする例が確認されている。冬はオスとメスが番（つがい）を作る季節である。この年に生まれた子どもが番を作ることもある。一方親タヌキに関しては、同一の番がこの冬も番になるかどうかは不明である。

### 巣穴
本種は自身で巣穴を掘るが、キツネやアナグマが掘った穴を利用することもある。アナグマの巣穴の場合はその規模が大きいので、使用していない一部の穴を間借りすることもある。人間の近くに棲息する個体は人家の床下や物置、資材置場の土管なども巣穴として利用し、子育てを行う。近年はビオトープとして本種やキツネ用に人工的な巣穴の整備が行われている。

### 独立した子供の行き先
秋に親離れした子どもの活動領域は、親の活動領域内に留まる個体もいれば、親の活動領域から出て新しい地域へ自分の活動領域を求める個体もいる。

### 社会性
本種の活動領域は他の複数の個体と重なっており排他性がない。ため糞は活動領域が重なっている複数の個体によって形成される。本種は群れを作るが、その群れの単位はオスとメスの番（つがい）による子育て家族である。雑食性のため個々に採食すればよく、同じイヌ科のオオカミのように群れによる狩りを行う必要がない。食物の量が豊富な場合は複数の個体の活動領域が重なっていても争いは起こらない。それは本種が個々に採食するため、他の個体と採食で競合することがなく、また、新たな食物を開拓して競合を避けることができるからである。このように本種は雑食性のため、他の個体と競合することが基本的にはないのである。他の番と活動領域が重なる部分に営巣しても争いは起きない。本種は排他性がない。

### 擬死の利点
（本節は 西野（2009）を参考文献とする）
脊椎動物の擬死（thanatosis）は、動物催眠（animal hypnosis）、または、持続性不動状態（tonic immobility）と呼ばれることもあるが、この節では「擬死」という語句を使用して説明する。
擬死の機構
動物は自らの意志で擬死（death feigning, playing possum）をするのではなく、擬死は刺激に対する反射行動である。哺乳類では、タヌキやニホンアナグマ、リス、モルモット、オポッサムなどが擬死をする。
擬死を引き起こす条件や擬死中の姿勢、擬死の持続時間は動物によって様々である。
イワン・パブロフは脊椎動物の擬死の機構を次のように説明している。

「不自然な姿勢におかれた動物がもとの姿勢に戻ろうとしたときに抵抗にあい、その抵抗に打ち勝つことができない場合にはニューロンの過剰興奮を静めるための超限制止がかかってくる」（イワン・パブロフ）

擬死を引き起こす刺激
拘束刺激は擬死を引き起こす刺激の一つである。カエルやハトなどは強制的に仰向けの姿勢をしばらく保持すると不動状態になる。また、オポッサムはコヨーテに捕獲されると身体を丸めた姿勢になって擬死をする。
擬死の利点
本種が擬死を行うことによる利点として、身体の損傷の防止と捕食者からの逃避が考えられる。擬死は捕食者に捕えられたときなどに起こる。捕食者から逃げられそうにない状況下で無理に暴れると疲労するだけでなく、身体を損傷する危険がある。捕食者は被食者が急に動かなくなると力を緩める傾向がある。このような時に捕食者から逃避できる可能性が生まれる。この機会を活かすためには身体の損傷を防ぐ必要がある。
擬死の特徴
擬死中の動物は、ある姿勢を保持したまま不動になる。その姿勢は動物により様々である。ただ、不動状態のときの姿勢は普段の姿勢とは異なる不自然な姿勢である。
動物は外力によって姿勢を変えられると、すぐに元の姿勢を維持しようして動作する。この動作を抵抗反射（resistance reflex）という。しかし、擬死の状態では抵抗反射の機能が急に低下して、不自然な姿勢がそのまま持続する。このような現象をカタレプシー（catalepsy）という。カタレプシーは擬死中の動物すべてにあてはまる特徴である。
擬死の持続時間は、甲虫類以外は数分から数十分で、擬死からの覚醒は突然起こる。擬死中の動物に対して機械的な刺激（棒で突くなど）を与えると覚醒する（甲虫類は逆に擬死が長期化する）。
擬死中は呼吸数が低下し、また、様々な刺激に対する反応も低下する。
擬死中の動物の筋肉は通常の静止状態の筋肉と比較してその固さに違いがあり、筋肉が硬直している。そのため、同じ姿勢を長時間維持することが可能となる。
註
1. ↑  他の生物に捕食される生物のこと --『広辞苑』より。

本節の参考文献
- 西野浩史 著「4 擬死 - むだな抵抗はやめよう」、酒井正樹・日本比較生理生化学会 編『動物の生き残り術 - 行動とそのしくみ』（初版）共立出版〈動物の多様な生き方 2〉、2009年5月25日 1刷発行 エラー: 日付が正しく記入されていません。（説明）、p58 - p77頁。ISBN 978-4-320-05688-6。
- 『広辞苑』（第5版）岩波書店〈シャープ電子辞書 PW-9600 収録〉、1998年 - 2001年。

## 罹患する主な伝染病
イヌジステンパー
イヌジステンパーに罹患した本種の存在が報告されている（→写真）。本種だけでなく、アナグマやハクビシンの罹患も報告されている。
疥癬
疥癬に罹患する本種は多い（→写真）。疥癬は重篤化すると細菌の二次感染を招き、また体毛が全身が脱毛するために体温維持が困難となり、冬季に死に至る。疥癬の伝染により地域個体群が絶滅したと考えられる地域もある。

### イヌジステンパーと疥癬の影響の違い
イヌジステンパーと疥癬による本種への影響の違いは、イヌジステンパーはある地域で流行しても その流行は2 - 3年で収束する。この疾患により本種の個体数が減少するため、それに比例してこの疾患自体も減少する。これに対して疥癬は一度その地域で流行すると本種の個体数に関係なく本種に影響を与え続ける。

### 疥癬の原因究明
疥癬は本種にヒゼンダニが寄生することによって発症する疾患であるが、疥癬に罹患した個体は健康な個体と比較してヒゼンダニに対する抗体の量が多いことが判明している。疥癬に罹患し、その後治癒した個体と死亡した個体の抗体の量を比較すると、その量は同じであった。このことから、ある種の抗体はヒゼンダニに対して影響力が弱い可能性がある。疥癬の感染経路はまだ解明されていない。

## 人間との関係

### 漢字と呼称

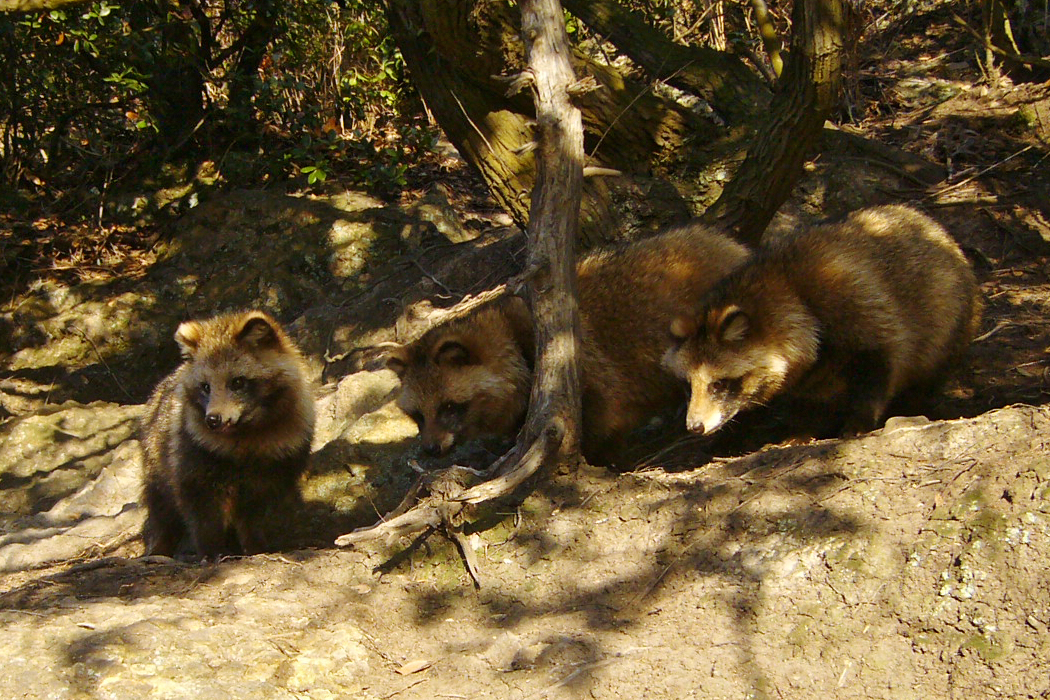
野生のホンドタヌキ

「狸（貍）」の漢字は中国ではヤマネコ等を中心とした中型の哺乳類を表した。中国で1596年に発刊された李時珍著『本草綱目』ではジャコウネコの仲間を「貍」と表していると考えられている。現代中国では「貛（Huan）」はアナグマ類、「貉（He）」がタヌキ、「狸（Li）」がジャコウネコ科一般を表している。
一方、日本では「狸（貍）」「狢（貉）」「猯（貒）」という漢字がみられた。このうち「狢（ムジナ）」はタヌキまたはアナグマのことを指し、タヌキとアナグマは外見が似通っていることや「同じ穴のムジナ」という言葉があるようにアナグマの掘った穴をタヌキが利用することもあり両者は混同されてきた。また「猯（マミ）」は常陸、伊豆、会津、長門などの資料にあり、タヌキの一種とされアナグマまたはテン（貂）のことを指すこともあった。
貝原益軒の『大和本草』に「貍」の記載があり、数種いるとして「猫貍」「虎貍」「九節貍（香貍）」「玉面貍」の記載があるが、これらは『本草綱目』の記述を踏襲しているとされる（「玉面貍」はハクビシンの記載、「虎貍」はアナグマの情報が混じっている可能性も指摘されている）。また『大和本草』には「貒（マミ/ミタヌキ）」に関する記載もあるが、その記載からアナグマとみられている。なお『大和本草』にも「貉（ムジナ）」はあるが詳細な記載はない。
寺島良安の『和漢三才図会』にも「貍」の記載があるが、斑がある、果実を食う、木に登るのが速いなどの特徴が記述されており、ここでも『本草綱目』のジャコウネコの記述を踏襲しているとみられている。一方『和漢三才図会』の「貉（ムジナ）」には寝たふり（狸寝入り）とみられる記述があり、これがタヌキを指すとみられている。『和漢三才図会』では「貒（ミ）」に関しては単に美味と記載されているが、その記述からアナグマとみられている。
その他の地方名として「アナッポ」「アナホリ」「カイネホリ」「ダンザ」「トンチボー」「ハチムジナ」「バンブク」「ボーズ」「マメダ」、「ヨモノ」などがあり、行動、外観、伝承などに基づいた呼び方であろうことが分かる。
19世紀に入ると本種が「タヌキ」として認識されることが多くなったが、地域的な方言なども影響してアナグマが未だに「マミ」「ミダヌキ」と呼ばれることもあった。このような呼称の混乱は江戸期本草学の分類学としての未成熟さも原因になっている。

### アイヌ語
アイヌはエゾタヌキを「モユㇰ（小さな獲物）」と呼び、特に顔が黒いものを「スケ（飯炊きをする）モユㇰ」と区別しているが、エゾタヌキとムジナは区別されておらず、民話『モユㇰ キムンカムイ』は一般的に『ムジナと熊』と訳される。

### raccoon dog
英語ではタヌキのことを raccoon dog（アライグマ（raccoon）のようなイヌの意味）という。なお、ヨーロッパでもアナグマと混同されることが多い。

### 飼育
毛皮が上質なため、かつては防寒具の材料とするため養殖された時期があった。
タヌキ類が生息する日本などの地域ではそれほど珍しがられない動物であるが、生息していない国や地域では珍しがられ、2010年3月23日に、旭山動物園と久留米市鳥類センターとが、シンガポール動物園へホンドダヌキのオス・メスひとつがい（2009年5月産）を贈ったところ、「パンダ並み」の珍獣と扱われ、タヌキに冷暖房完備の専用舎が用意されたうえに、歓迎式典まで開かれた。このように、日本国外の動物園がタヌキを展示すべく日本の動物園に飼育中のタヌキの譲渡を依頼することがある。さらに、日本の動物園がタヌキと交換で国外の稀少動物の譲渡を受けることもある。

### 食用

#### 日本における食用
日本におけるタヌキの料理法にたぬき汁がある。ただし、たぬき汁と称してコンニャク汁を指すこともある。タヌキの脚の肉を「沢渡」といった。
タヌキの肉は概ね臭みが強いという。そのため、酒で煮たりショウガやニンニクを使ったりするなど臭みを消す必要がある。また、臭い消しのためたぬき汁は味噌仕立てにすることが多い。臭い消しのために、山椒、牛蒡、生姜なども利用される。佐藤垢石の随筆『たぬき汁』では、毛皮をとったあとの狸を食材として売り出す可能性を試すため、ある日、食通の知り合いを集め、タヌキを各種の料理にして食べる会を開催したとある。その記録では味噌汁と、香辛料を混ぜて作った狸の肉団子は美味であったが、カツやステーキは噛めないほど固く、吸い物は獣臭くて食べられず、タヌキ肉は一般的な食材になりがたいと結論している。しかし、その後、佐藤の『続たぬき汁』には友人から家に送られた野狸の肉の贈り物に「家内一同大いに喜んだ」とあり、また「上州、会津、雄鹿半島、紀州、丹波、信濃、満州などの狸を食ったこと」があるという記述もある。
また、狸肉の臭み抜きの方法として、山梨の猟師の間で行われている、内臓を取り稲ワラに包んで4 - 5日土に埋めておく方法や、岩手の猟師が皮を剥ぎ骨を外して20日間くらい軒に吊るしておく方法、狸の肉を水で煮て泡立ってきてから本格的に味噌で煮る方法などがある。
なお、麺類における「たぬき」については、たぬき (麺類) の項を参照。

### 民間療法
タヌキの胆嚢、肝、胃を胃炎、風邪、急性肺炎などの薬にするという民間療法が伝承されていた。

### 皮革
狸の皮は昔から需要が多く、高値で売買されていた。当てにならないものを当てにして無意味な計画を立てることを「捕らぬ狸の皮算用」と言うのは、かつての日本では狸の毛皮が高値で売れたことに由来する。
鞴（ふいご）
日本においては、皮が丈夫だったことから、鍛冶屋・製鉄業が使用する火に風を送って温度を上げる道具である「鞴（ふいご）」に最適とされた。
太鼓の革
「狸の腹鼓」が有名だが、太鼓にも使用された。
服飾
防寒具のために乱獲され、一時は場所によって絶滅が懸念された。タヌキの毛皮は、防寒具に最適であるとして珍重される。英語では「murmansky」と呼ばれ、一般的にシルキーな毛を持つ小さな狸の皮が上質とされる。アメリカ合衆国では人造毛皮であるフェイクファーと偽り、本物の狸の毛皮が何度も使用されては問題になっている。

### 毛
タヌキの毛は筆の材料として珍重される。この場合、タヌキ毛は俗にラクーンと呼ばれている（ラクーンという単語自体はアライグマの英名でもある）。
「弘法筆を選ばず」で知られる空海（弘法大師）が唐の技法で狸の毛を使った筆を造らせ、嵯峨天皇に献上している。その時に空海が書いたという上表文が『狸毛筆奉献表』であり、国宝に指定されている。
歯ブラシなどのブラシにも使われる。

### 乱獲
近代に入り、タヌキが毛皮採取目的で乱獲され、全国的に絶滅が危惧された時期があった。1926年（大正15年）2月24日、山口県防府市の「向島（むこうしま）タヌキ生息地」が、国の天然記念物に指定されている。しかし1950年（昭和25年）に本土と向島を結ぶ錦橋が建設されて以来、島のタヌキの生息数は減少の一途をたどり、天然記念物指定時には2万頭と推定されたタヌキが、1987年にはほぼ10頭未満まで減少し、近年では姿を見られることさえまれであるという。これは、錦橋を渡って島に侵入した野犬の影響が大きいと思われている。現在では、多数の市民ボランティアにより、様々な保護活動が行われている。

### 伝染病への罹患
タヌキが人家の周辺に出没する際に、飼い犬・猫を起源とするイヌジステンパーウイルスや、ヒゼンダニ属のダニ等の寄生により疥癬に感染する例がある。重症化した場合は毛が抜け落ちてハイエナを思わせる外見となる。重症化した場合は多くの個体が数週間程度で衰弱死する。近年では目撃例が増加しているが、タヌキは有害鳥獣に指定されていることから行政の保護対象ではない。自治体によっては保護・治療をしているところがある。

### イメージ

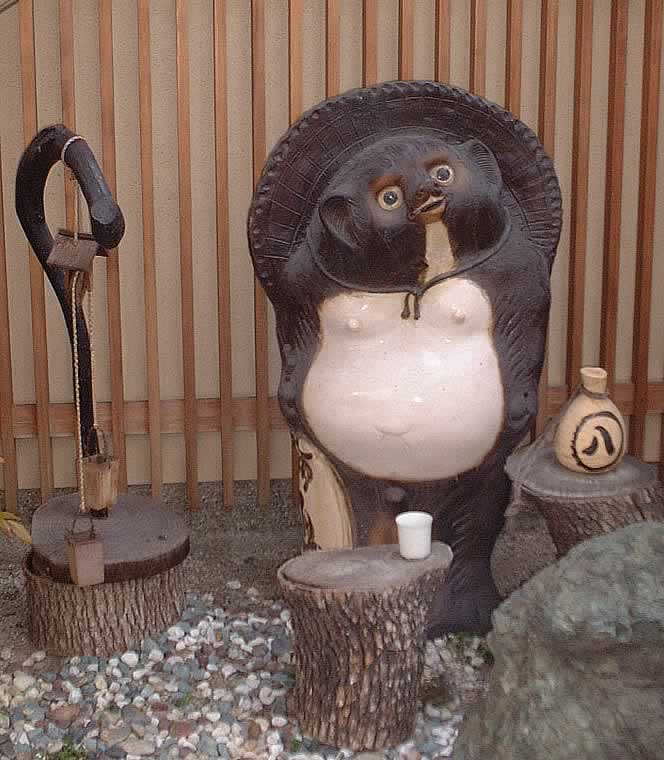
信楽焼のタヌキ

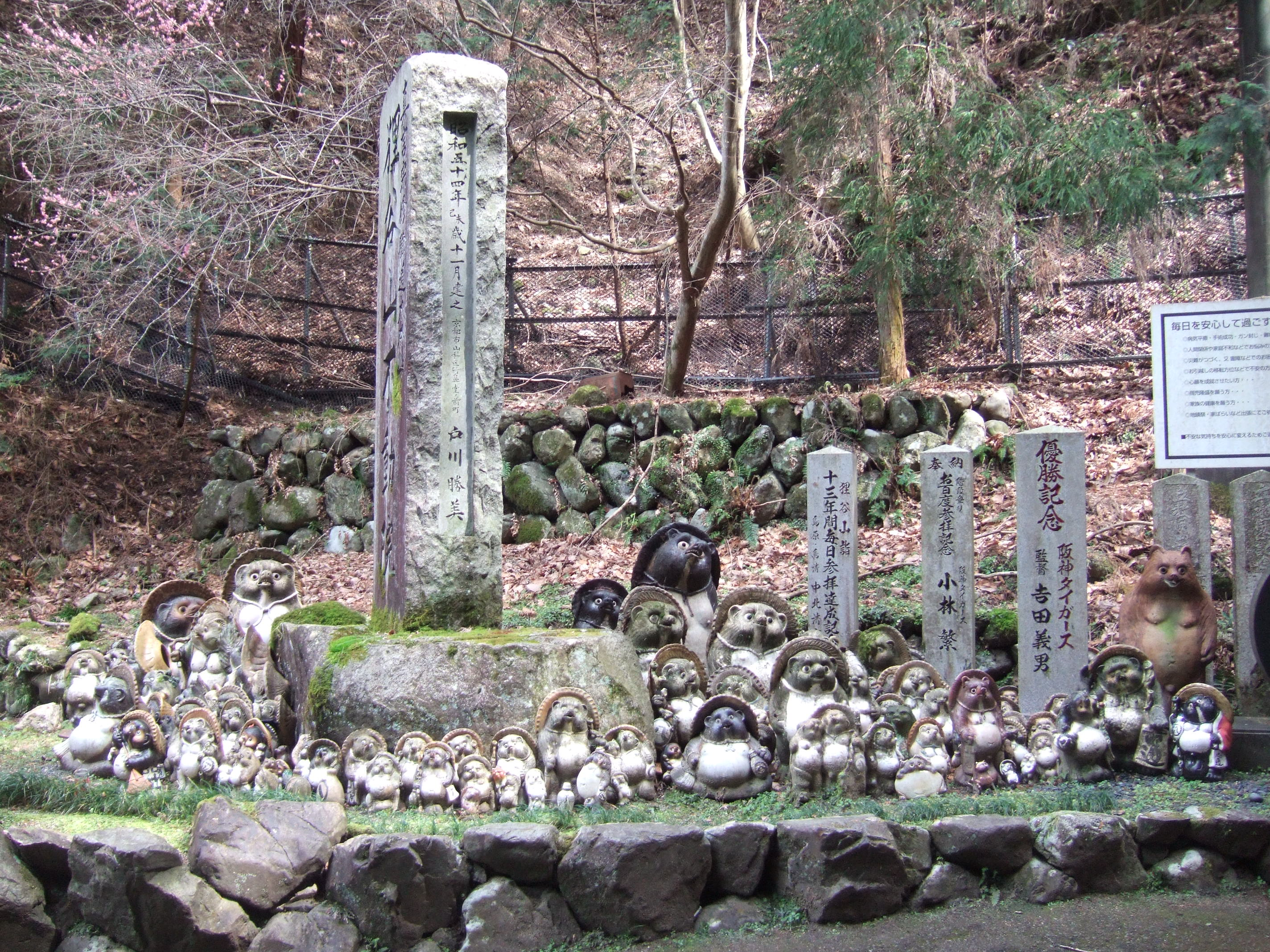
狸谷山不動院（京都市左京区）のタヌキ

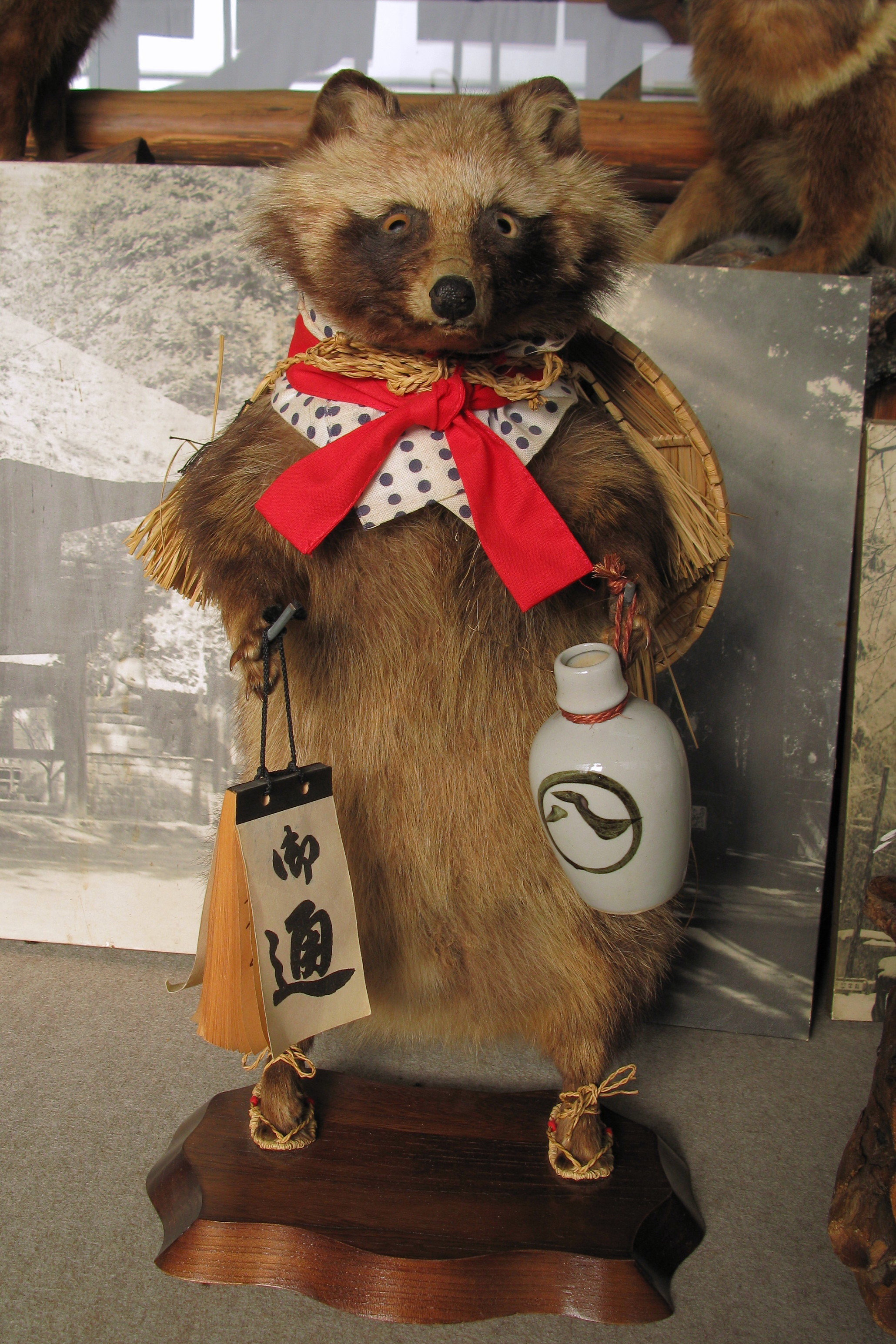
タヌキの剥製（草鞋を履いて立っている）。分福茶釜の伝承がある群馬県館林市・茂林寺にて

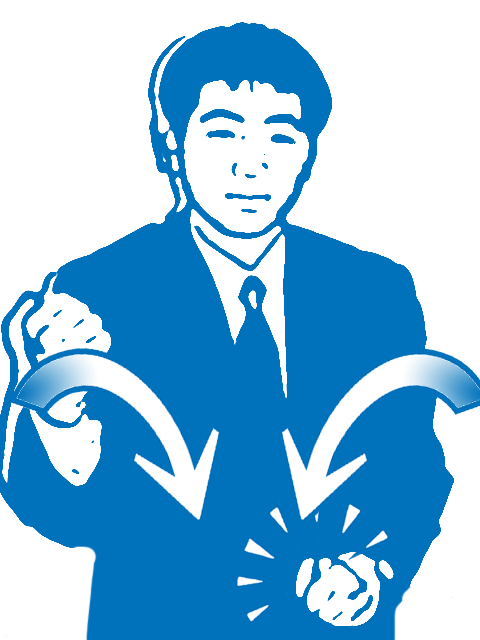
日本手話の「たぬき」は、「タヌキの腹鼓」の伝承による。

タヌキは夜行性であることから中国では月と結びつけられ、日本でも絵や童謡『證城寺の狸囃子』などの歌にも影響を与えている。
日本では、飼育している人を含む愛好者団体（「日本たぬき学会」）が、腹鼓大会などの活動をしている。

#### 化け狸
民間伝承では、タヌキの化けるという能力はキツネほどではないとされている。ただ、一説には「狐の七化け狸の八化け」といって化ける能力はキツネよりも一枚上手とされることもある。実際伝承の中でキツネは人間の女性に化けることがほとんどだが、タヌキは人間のほかにも物や建物、妖怪、他の動物等に化けることが多い。また、キツネと勝負して勝ったタヌキの話もあり、佐渡島の団三郎狸などは自身の領地にキツネを寄せ付けなかったともされている。また、犬が天敵であり人は騙せても犬は騙せないという。

#### 狸信仰
日本には狸を祀り飾る文化があるが、他国ではいたずらなど狸に対してあまり良いイメージが持たれていない。日本の狸信仰は憑きもの信仰や稲荷信仰、言霊信仰などと結び付いた日本独自の文化である。
日本でしばしば見かけられるタヌキの置物の多くは信楽焼（滋賀県）で、「他を抜く」と語呂合わせした縁起物である。産地では11月8日を「信楽たぬきの日」としている。狸谷山不動院（京都市）、東京メトロ有楽町線有楽町駅「ぽん太の広場」のように、タヌキの置物を集めているあるいは所有者が寄贈していく場所もある。

#### 狸にたとえた表現
目も鼻も顔も丸くてかわいい顔つきの顔を「たぬき顔」と呼ぶことがある。

#### 海外の知名度
スーパーマリオブラザーズ3の『たぬきスーツ』などで外国人が日本のアニメや漫画・ゲームに登場するたぬきを見かける場合が多いが、北米などのたぬきの生息しない国では架空の生物と思っている人間も多い。

### 交通事故

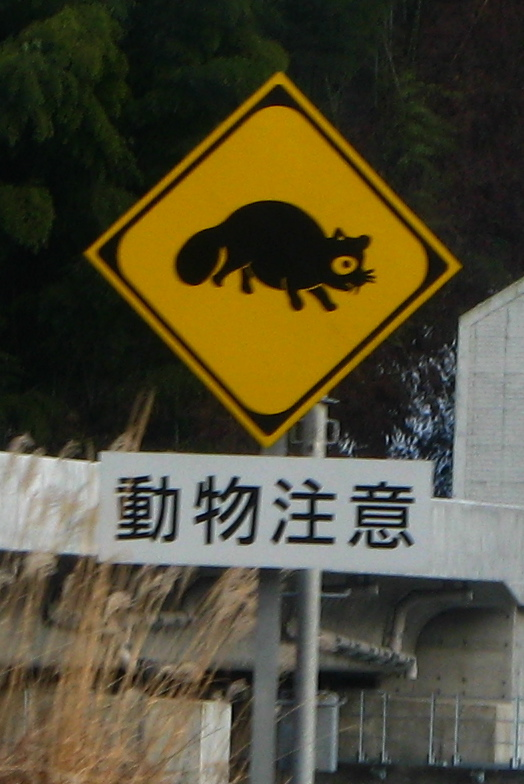
タヌキの図案を用いた標識

親個体（成獣）から独立したばかりの亜成獣のタヌキは経験不足から自動車の前照灯にすくんでしまう習性があり、交通事故に遭う件数が非常に多い。特に高速道路では事故死する動物の約4割を占め、群を抜いて多い。このため、タヌキが多く出没する地域の高速道路に於いて、動物の注意を促す標識にタヌキの図案を用いているところが多い。また、高速道路に限らず、地方の民家の少ない道路などでも事故が絶えない。事故に遭わないよう、道路をくぐる動物用トンネルが設置されているところもある。高速道路網の発達により本種の交通事故が増加傾向にある。1985年は2,300件であったが、1993年には8,500件に増加した。東日本に比べて西日本での事故発生が多い。事故発生時期は10月から11月が最も多い時期である。この時期は子タヌキ（亜成獣）が親タヌキ（成獣）から独立する時期にあたり、危険に対するに認識が薄い亜成獣が交通事故に会いやすいと考えられる。

高速道路の構造にも事故発生の要因がある。事故が発生する場所の高速道路には本種が高速道路内に入りやすい構造になっている。尾根を掘削して道路を敷設し、野生動物の侵入防止柵がない場所で事故が起きやすい。また、高速道路付近に畜舎があると、そこでも交通事故が発生しやすい。畜舎に本種が立ち寄っていると考えられる。

本種の交通事故は一般道ではより多く、事故に会う個体数は11 - 37万匹と推定される（→写真）。

### 餌付け
餌付けと給餌は異なる。餌付けは、人為的に野生動物に餌を与えて、野生本来の活動を変えてしまうもの（→写真）。それに対して給餌は、野生動物の生存に必要な食餌を人為的に補給するもの。冬季にタンチョウヅルなどへ人為的に餌を与えることは給餌にあたる。本亜種の場合は人為的に餌を与えずとも生存していくことが可能である。本亜種が動物性タンパク質を特に必要とする時期は子育て期で、植物からはビタミン類や食物繊維などを補給している。餌付けで使用される餌は高カロリーでタンパク質が少なく、栄養のバランスが悪い。

本亜種を餌付けすることにより、本亜種の生活圏が人間の生活圏と密接になり、餌付け場所付近の農作物に被害を与える問題が生じている。また、人家の庭にため糞をするようになり、その悪臭が問題となる。最悪の場合、餌付けしていた人家自体が餌付けされた本亜種を処分する事態にまでなっている。
自然保護専門家らの間では餌付けを否定する意見が多い。しかし、東京農業大学教授・安藤元一は、餌付け否定の形式的な推進は人間と野生動物との関係を希薄なものにしてしまう、と推考している。

## 関連作品

### 物語
- 分福茶釜
- かちかち山
- 太三郎狸（屋島太三郎狸、屋島の禿狸とも）
- 阿波狸合戦（阿波の狸合戦、金長狸合戦とも）
- 芝右衛門狸
- 腹鼓記（井上ひさし）
- 有頂天家族（森見登美彦）
- ぽこぽん日記（サンリオにて展開中のキャラクターグッズシリーズの一種）
- うどんの国の金色毛鞠

### 狂言
- 隠狸
- 狸腹鼓

### 落語
- 狸賽（たぬさい）
- 権兵衛狸
- まめだ

### 音楽
地歌『たぬき』
大阪・鶴山勾当作曲・18世紀中頃 = 滑稽な内容を持つ「作もの」といわれる一群に属する曲。猟師が鉄砲で狸を撃とうとすると、タヌキはお腹に子を宿しているし夫が待っているので、どうか助けてくれと頼む。それを聞いた猟師は哀れんで撃つのを止めるとタヌキは喜び、お礼に自慢の腹鼓を打って猟師に聴かせる。猟師は良いものを聴いたと帰って行くという筋。三味線で腹鼓を模した手事 {器楽部分} が面白い。 またこの曲を伴奏とした上方舞の演目。
長唄『たぬき』（『昔噺たぬき』）
杵屋勝三郎作 文福茶釜を長唄曲にしたもの 浮世節『たぬき』の元
浮世節『たぬき』
立花家橘之助が創始した浮世節のなかの一曲
清元『玉兎』
かちかち山がテーマの舞踊曲
俗謡『たんたんたぬきの』
作詞作曲者：不詳。原曲はプロテスタントの聖歌『まもなくかなたの（Shall We Gather at the River ?）』
童謡『山の音楽家』
水田詩仙による日本語詞では、タヌキが太鼓を叩くという歌詞が登場する。
童謡『證城寺の狸囃子』
作詞：野口雨情、作曲：中山晋平
童謡『月夜のポンチャラリン』（『おかあさんといっしょ』2003年7 - 8月の歌）
作詞：斉藤久美子、作曲：越部信義
童謡『こだぬきポンポ』（NHK『みんなのうた』）
うた 下條アトム、作詞：鈴木悦夫、作曲：大山高輝、アニメーション：堀口忠彦
童謡『ポンタ物語』（NHK『みんなのうた』）
『わらいかわせみに話すなよ』（『みんなのうた』）
一番がタヌキの子が腹に霜焼けを作る話。
童謡『こぶたぬきつねこ』
作詞・作曲：山本直純
童謡『たぬきのレストラン』（『おかあさんといっしょ』）
作詞：名村宏、作曲：福田和禾子。たぬきのレストランにお客さんのきつねが入りびたって食べまくったあげく、きつねは食べ過ぎてレストランいっぱいに太ってしまう話。
わらべうた『げんこつやまのたぬきさん』（曲名は『げんこつ山のたぬきさん』とも）
テレビ番組で歌われたものとしては『おかあさんといっしょ』のコーナー「てをつなごう」で、名古屋市内の幼稚園でのロケで歌われたのが初とされる。
1973年に『あそびましょパンポロリン』で、同番組の初代「歌のお姉さん」である山田美也子によって歌われ、香山美子の補作詞・小森昭宏の補作曲・編曲、山田の歌で歌詞とメロディを付け足してシングルレコードとして発売された。1980年、矢野顕子がカバー。
童謡『パンダがなんだ』（『ひらけ!ポンキッキ』）
作詞：海友彦、作曲：小倉靖。パンダの人気を羨むタヌキが、パンダに化けて人前に出るという話。
『もしもタヌキが世界にいたら』（『なるほど!ザ・ワールド』エンディングテーマ）
作詞：荒木とよひさ、作曲・編曲：坂本龍一
『もしもタヌキが世界にいたら2』（『なるほど!ザ・ワールド』エンディングテーマ）
作詞：荒木とよひさ、作曲：坂本龍一、編曲：瀬尾一三
陰陽座『貍囃子』
作詞: 瞬火、作曲: 招鬼
ZAZEN BOYS『TANUKI』
作詞・作曲: 向井秀徳
『ニッポンのたぬき』（NHK『なんでもQ』）
うた：知久寿焼（元たま）、作詞：斎藤久美子、作曲：濱田理恵

### 映画
- 『阿波狸合戦』（監督：寿々喜多呂九平、1939年）
- 狸御殿シリーズ（監督：木村恵吾、1939年 - ）
- 『CHECKERS IN TAN TAN たぬき』（監督：川島透、1985年）
- 『オペレッタ狸御殿』（監督：鈴木清順、2005年）

### アニメ
- 平成狸合戦ぽんぽこ（監督：高畑勲、1994年）
- 有頂天家族（監督：吉原正行、2013年）
- うどんの国の金色毛鞠（監督：宅野誠起、2016年）
- うちの師匠はしっぽがない（監督：山本秀世、2022年）

## 関連文献
（著者・編者の五十音順）
- 皇居に棲息する本亜種について - 酒向貴子、川田伸一郎、手塚牧人、上杉哲郎、明仁「皇居におけるタヌキの食性とその季節変動」『Bulletin of the National Museum of Nature and Science. Series A, Zoology』34巻  2号（2008年6月23日）、国立科学博物館、pp. 63-75、NAID 110007185436。
- 矢作川中流域（愛知県）に棲息する本亜種について - 千々岩哲、下里真士、鶴岡宗尚、深尾明宏、四俵正俊「矢作川中流域河川敷におけるホンドタヌキの土地利用と河川敷の回廊機能評価」（PDF）『矢作川研究』〈特集：矢作川中流域の陸上生物〉第8号、豊田市矢作川研究所、2004年、47-59頁。